# (385571) Отрера
(385571) Отрера (англ. 385571 Otrera, 2004 UP10) — троянский астероид Нептуна, при своём движении по орбите опережающий Нептун.
Астероид открыли американские астрономы Скотт Шеппард и Чедвик Трухильо в обсерватории Лас-Кампанас 16 октября 2004 года. Диаметр астероида составляет около 100 км, это второй объект таких размеров после 2001 QR322.

## Орбита и классификация
Троянцы Нептуна являются резонансными транснептуновыми объектами с соотношением средних движений 1:1 с Нептуном. У таких троянцев большая полуось и период обращения совпадают с значениями для Нептуна (30,10 а. е.; 164,8 лет).
Отрера принадлежит группе L4, расположенной в 60° впереди Нептуна на его орбите. Астероид обращается вокруг Солнца по орбите с большой полуосью 30,027 а. е. на расстоянии 29,3-30,7 а. е. с периодом 164 года и 6 месяцев (60099 дней). Орбита обладает эксцентриситетом 0,02 и наклоном 1° относительно плоскости
эклиптики.

## Физические характеристики
По оценкам исследователей объект обладает средним диаметром 100 км при звёздной величине 23,3. На основе общих формул перехода от звёздной величины к диаметру размеры астероида составляют приблизительно 74 километра при абсолютной звёздной величине 8,8 и альбедо 0,10.

## Название
Данная малая планета стала первым троянцем Нептуна, получившим название в ноябре 2015 года. Название объект получил в честь Отреры, первой королевы амазонок в греческой мифологии. Принцип наименования состоит в том, чтобы называть такие астероиды в честь персонажей, связанных с амазонками, согласно древнегреческой мифологии, участвовавшими в Троянской войне на стороне троянцев.